# Ibrahim Boubacar Keïta
Pour les articles homonymes, voir Keïta et IBK.
 (février 2022).
Améliorez-le ou discutez des points à vérifier. 
Ibrahim Boubacar Keïta (), souvent désigné par ses initiales IBK, né le 29 janvier 1945 à Koutiala (AOF) et mort le 16 janvier 2022 à Bamako, est un homme d'État malien, président de la république du Mali du 4 septembre 2013 au 18 août 2020.
Il exerce les fonctions de Premier ministre de 1994 à 2000 et de président de l’Assemblée nationale de 2002 à 2007.
Élu à la présidence de la République du pays en 2013, il est réélu en 2018. Lors du coup d'État de 2020, dans un contexte d'un mouvement populaire, il est arrêté par une garnison de militaires, avec le Premier ministre, Boubou Cissé, et plusieurs hauts responsables politiques ; dans la foulée, il renonce au pouvoir sous la pression de l'armée.

## Situation personnelle

### Origines
Ibrahim Boubacar Keïta naît le 29 janvier 1945 à Koutiala. Son grand-père est mort à la bataille de Verdun, durant la Première guerre mondiale.

### Formation
Il part en France à l'âge de 13 ans faire ses études secondaires au lycée Janson-de-Sailly à Paris et au lycée Askia-Mohamed de Bamako. Il étudie à la faculté des lettres de l’université de Dakar puis à l’université Panthéon-Sorbonne et à l’Institut d'histoire des relations internationales contemporaines (IHRIC), rattaché auprès de la même université. Il est titulaire d’une maîtrise d’histoire et d’un diplôme d'études approfondies en politique et relations internationales.
Il fréquente dans le même temps des milieux politiques de gauche radicale et la Fédération des étudiants d'Afrique noire en France, où il se lie d'amitié avec le Guinéen Alpha Condé.

### Vie privée
Ibrahim Boubacar Keïta est marié à Keïta Aminata Maïga, et a quatre enfants. Son fils Karim fut député et est le gendre d'Issaka Sidibé, ancien président de l'Assemblée nationale.

### Carrière professionnelle
Après ses études, il est chargé de recherche au CNRS et enseigne les systèmes politiques du tiers monde au centre Pierre-Mendès-France, annexe de l'université Paris-1 Panthéon-Sorbonne[réf. nécessaire].
De retour au Mali, il devient conseiller technique principal du Fonds européen de développement (FED), chargé de la mise en œuvre du premier programme de micro-réalisations par la Communauté économique européenne au Mali. Il est ensuite directeur-représentant de Terre des hommes France (TDHF), ONG française et internationale pour le Mali, le Burkina Faso et le Niger.

## Débuts en politique
De retour au Mali en 1986, il est militant de l’Alliance pour la démocratie au Mali-Parti africain pour la solidarité et la justice (Adéma-PASJ). Après la chute du dictateur Moussa Traoré en 1991, il est le directeur adjoint de la campagne d’Alpha Oumar Konaré pour l'élection présidentielle qui se tient en avril et mai 1992. Après son élection, le nouveau président le nomme en juin 1992 conseiller diplomatique, porte-parole du président de la république du Mali. En novembre 1992, il est nommé ambassadeur du Mali auprès de la Côte d'Ivoire, du Gabon, du Burkina Faso et du Niger.

## Gouvernement et candidatures présidentielles

### Ministre des Affaires étrangères
En novembre 1993, il devient ministre des Affaires étrangères, des Maliens de l’extérieur et de l’Intégration africaine.

### Premier ministre
Quelques mois plus tard, le 4 février 1994, le président Alpha Oumar Konaré le nomme Premier ministre. Il occupe cette fonction jusqu’en février 2000, et préside l’ADEMA-PASJ.
Comme Premier ministre, il ne s'oppose pas à la mise en œuvre des réformes dictées par le Fonds monétaire international et la Banque mondiale. Il est aussi amené à réprimer un mouvement étudiant.
En 1999, il devient vice-président de l’Internationale socialiste.
À l’approche de l’élection présidentielle de 2002, il ne parvient pas à imposer sa candidature pour succéder à Alpha Oumar Konaré et il démissionne du poste de Premier ministre le 14 février 2000, puis de la présidence du parti en octobre 2000. Il quitte alors l’Adéma-PASJ et part en semi-exil en Côte d’Ivoire, en Afrique du Sud, au Gabon jusqu'en 2002. Avec ses partisans il fonde le Rassemblement pour le Mali (RPM), formation qu’il préside depuis juin 2001.

### Élection présidentielle de 2002
Candidat à l’élection présidentielle de 2002, Ibrahim Boubacar Keïta obtient 21,0 % des suffrages exprimés, au premier tour. Il arrive en troisième position, derrière Amadou Toumani Touré (28,7 %) et Soumaïla Cissé (21,3 %). Alors que seules quelque 4 000 voix le séparent de Soumaïla Cissé, il conteste les résultats tout en apportant son soutien à Amadou Toumani Touré, qui est élu lors du second tour.
À l'issue des élections législatives, sa coalition obtient le plus de sièges, ce qui lui permet d’être élu président de l’Assemblée nationale.

### Élection présidentielle de 2007
Ibrahim Boubacar Keïta est investi par son parti candidat à l’élection présidentielle le 28 janvier 2007. Il axe sa campagne sur une opposition au président sortant, Amadou Toumani Touré, et récuse le consensus comme mode de gouvernement. Au cours de la campagne, il accuse les partisans d’Amadou Toumani Touré d’utiliser les moyens de l’État pour la campagne de celui-ci.
Au premier tour, il obtient 19,2 % des voix, se plaçant ainsi en deuxième position, derrière Amadou Toumani Touré, qui est réélu avec 71,2 %. Il réalise son meilleur score dans le district de Bamako, avec 38,5 % des voix. Ibrahim Boubacar Keïta conteste ces résultats, accusant les partisans du président sortant de fraudes. Il rejoint ainsi les autres candidats de l’opposition, regroupés au sein du Front pour la démocratie et la république (FDR). La Cour constitutionnelle rejette finalement les requêtes déposées par ces candidats. Ibrahim Boubacar Keïta, au nom du FDR qu’il préside, tout en maintenant ses accusations de fraudes, prend acte de la décision de la Cour constitutionnelle et reconnaît Amadou Toumani Touré comme le président du Mali,.

### Élection présidentielle de 2013
Le 26 juillet 2011, Ibrahim Boubacar Keïta est désigné candidat du Rassemblement pour le Mali à l’élection présidentielle prévue l’année suivante. Trois mois plus tard, neuf partis politiques rallient sa candidature, dont le Mouvement pour l'indépendance, la renaissance et l'intégration africaine (Miria) et l'Union des Maliens pour le progrès (UMP),. Dans le cadre du coup d'État de 2012, Ibrahim Boubacar Keïta adopte une stratégie qui se révélera payante en rejetant le putsch tout en acceptant des concertations avec les militaires. Il bénéficie en retour de la bienveillante neutralité des militaires.
L'élection présidentielle se tient finalement en 2013, après une guerre contre les djihadistes.
Le chérif de Nioro, en accord avec les autres leaders musulmans, appelle à voter ouvertement pour Ibrahim Boubacar Keïta et mobilise ses moyens humains et financiers, à travers Sabati 2012. Ce soutien public des religieux à un candidat est une première dans l’histoire de la démocratie malienne.
Ibrahim Boubacar Keïta arrive en tête du premier tour. Au second tour, avant même la proclamation des résultats officiels, son adversaire, Soumaïla Cissé, reconnaît sa défaite. Les résultats lui accordent 77,6 % des voix contre 22,4 % pour Cissé.

## Président de la République

### Premier mandat

#### Investiture

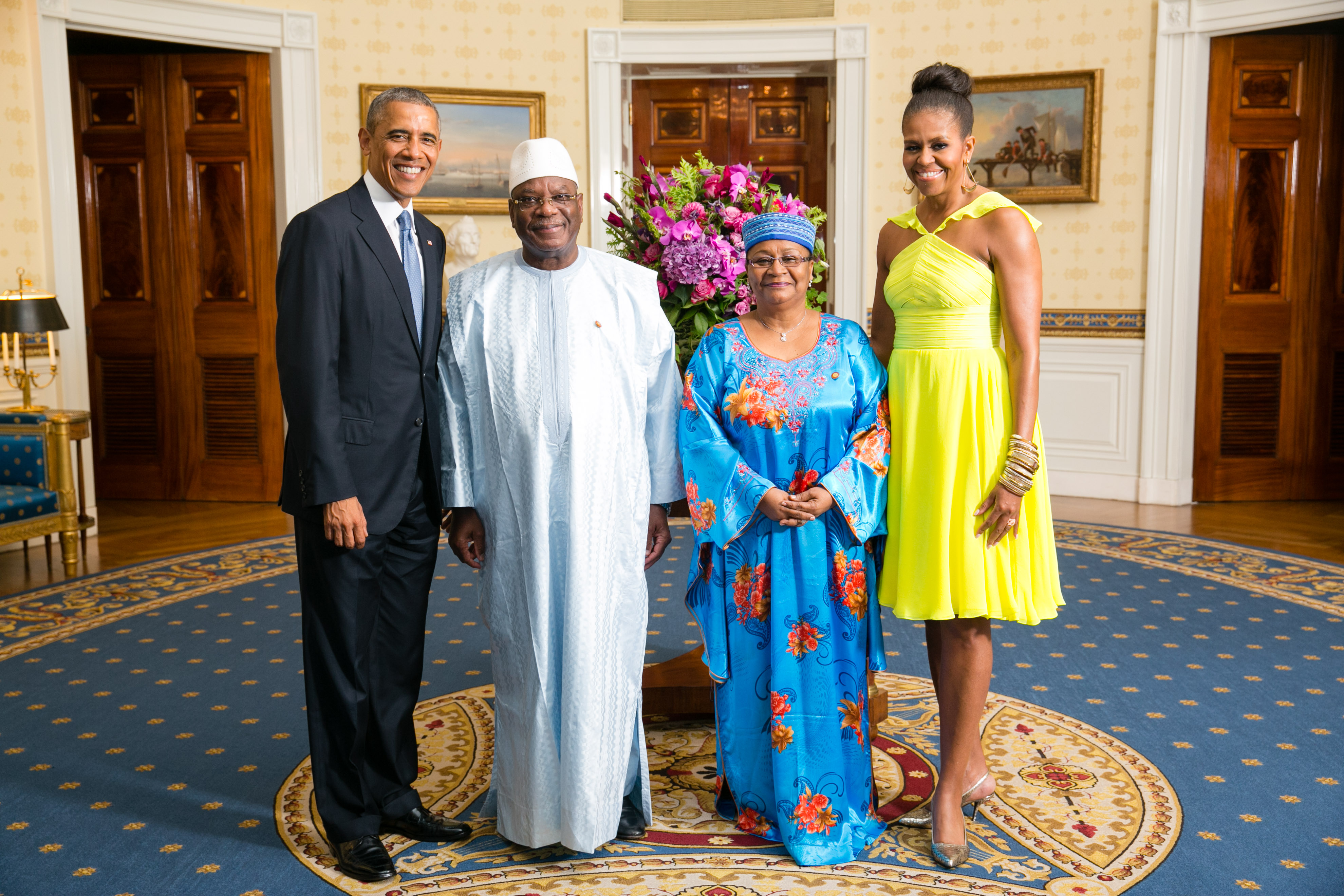
Ibrahim Boubacar Keïta et son épouse avec le couple Obama en 2014.

Il prête serment le 4 septembre 2013 devant la Cour suprême.

#### Exercice de la fonction
Le 19 juillet 2018, pour la première fois depuis le début de son mandat, Ibrahim Boubacar Keïta se rend à Kidal, contrôlée par les ex-rebelles de la CMA.
Il annonce sa candidature à un second mandat le 28 mai 2018. Son bilan est, pour Le Figaro, « en demi-teinte ». Si en 2013, il bénéficiait de l'image de sauveur du Mali, en 2018, la paix qu'il avait promise n'est toujours pas arrivée, alors que des groupes armés et djihadistes continuent de sévir. La croissance économique est de 5 %, l'inflation basse, la situation budgétaire stable et la production de coton est repartie, mais le Mali souffre encore d'un chômage inquantifiable, d'une forte pauvreté et d'un système éducatif précaire, l'OCDE estimant qu'un tiers des jeunes sont illettrés. Sa présidence a également connu une importante instabilité gouvernementale (cinq Premiers ministres et sept remaniements en cinq ans) ainsi que des affaires de corruption et de népotisme,.
Bien que décrit comme attaché à la laïcité, il cultive aussi des liens avec le président du Haut Conseil islamique du Mali, Mahmoud Dicko, d’obédience wahhabite. Celui-ci finira néanmoins par se retourner contre lui.

#### Réélection en 2018
Au premier tour de l'élection présidentielle, Ibrahim Boubacar Keïta arrive en tête avec 41,4 % des voix, contre 17,8 % pour Soumaïla Cissé. Ces résultats officiels font l’objet d'une contestation pour fraudes de la part de 18 candidats du premier tour réunis lors d’une conférence de presse commune. C'est la première fois qu'un président sortant se retrouve en ballotage pour un second tour dans l'histoire du Mali. À l’issue du second tour, Ibrahim Boubacar Keïta est réélu avec 67,2 % des suffrages. Si l'opposition conteste ces résultats, l’Union européenne, avec 90 observateurs dans 440 bureaux de vote, indique ne pas avoir constaté de fraude au second tour,.

### Second mandat

#### Investiture et nouveau gouvernement
Il prête de nouveau serment le 4 septembre 2018 devant la Cour suprême. Le 22 avril 2019, Ibrahim Boubacar Keïta nomme Boubou Cissé à la fonction de Premier ministre,.

#### Élections législatives contestées
Après plusieurs années de reports du scrutin, et malgré la pandémie de Covid-19 qui frappe le Mali, l'enlèvement du chef de file du principal parti d'opposition Soumaïla Cissé et de son équipe de campagne ainsi que de plusieurs agents électoraux et observateurs par un groupe djihadiste, et les menaces de représailles faites par des groupes terroristes envers les électeurs qui se rendaient aux urnes, Ibrahim Boubacar Keïta décide, contre l'avis de son opposition, de maintenir les élections législatives à la date 19 avril 2020,.

#### Crise politique de 2020
Les 5 et 19 juin 2020, à l'appel de l'imam Mahmoud Dicko, des dizaines de milliers de manifestants sortent dans les rues pour réclamer sa démission. Cinq membres de la Cour constitutionnelle démissionnent. Le 10 juillet, lors de la troisième journée de mobilisation, des heurts se produisent, provoquant plusieurs morts; des dirigeants de la coalition de l'opposition sont arrêtés puis relâchés. Le président décide alors de dissoudre la Cour constitutionnelle. La composition de la Cour constitutionnelle est intégralement renouvelée le 7 août. Cependant, l'opposition n'est pas associée à cette décision.
Des manifestations ont aussi lieu chaque vendredi pour réclamer la démission du chef de l'État; elles s'ajoutent à une grève des enseignants, un appauvrissement du pays, à de sanglants conflits ethniques entre Peuls et Dogons et aux difficultés rencontrées par le pouvoir exécutif pour assurer son autorité sur l'ensemble du territoire.
Alors que la CEDEAO propose la démission de 31 députés dont l'élection est litigieuse, dont le président de l'Assemblée nationale, Moussa Timbiné, le président Keïta refuse de dissoudre l'Assemblée nationale.

#### Renversement
Le 18 août 2020, vers 16 h 30, Ibrahim Boubacar Keïta et son Premier ministre, Boubou Cissé, sont arrêtés par une garnison de militaires en révolte,. Les deux dirigeants sont conduits par les militaires révoltés dans des véhicules blindés à Kati, où se trouve le camp militaire Soundiata-Keïta, à 15 km de Bamako; c'est également depuis ce camp qu'avait été lancé le coup d'État de 2012,.
La nuit suivant son arrestation, le président de la République, toujours détenu par l'armée et les putschistes dans le camp militaire de Kati, annonce, masque sur la bouche, la dissolution du parlement et du gouvernement, ainsi que sa démission de ses fonctions de chef de l'État,. Au cours de cette allocution, retransmise en direct, il déclare notamment: « Si aujourd'hui il a plu à certains éléments de nos forces armées de conclure que cela devait se terminer par leur intervention, ai-je réellement le choix ? M'y soumettre, car je ne souhaite qu'aucun sang ne soit versé pour mon maintien aux affaires. C'est pourquoi je voudrais en ce moment précis, tout en remerciant le peuple malien de son accompagnement au long de ces longues années et la chaleur de son affection, vous dire ma décision de quitter mes fonctions, toutes mes fonctions, à partir de ce moment ». La foule célèbre alors le putsch sur la place de l'indépendance.

## Dernières années et mort
Le 22 août 2020, alors qu'une délégation de la CEDEAO se rend dans le pays pour tenter d'obtenir son retour au pouvoir, il décline une telle proposition. Le chef de la délégation, l'ancien président nigérian Goodluck Jonathan, affirme que la démission d'IBK n'était pas contrainte. Le 27 août, après des négociations avec la CEDEAO, la junte annonce avoir libéré Ibrahim Boubacar Keïta. Ce dernier reste cependant assigné à résidence avec un accès restreint à internet et aux réseau téléphoniques, et se voit privé de visites. Au même moment, une source annonce que le député Karim Keïta, fils du président déchu, a quitté le pays depuis deux jours.
Il est hospitalisé le 1er septembre 2020 après avoir été victime d'un léger accident vasculaire cérébral. Quatre jours plus tard, il se rend à Abou Dabi pour être soigné, la junte précisant que son séjour à l’étranger ne pourra excéder trois mois. Le 21 octobre 2020, Ibrahim Boubacar Keïta rentre à Bamako après son séjour médical aux Émirats arabes unis.
Il est alors en retrait de la vie politique, ne commentant plus l'actualité nationale ni ne dirigeant son parti. Il se consacre alors à la littérature, mais se montre mutique avec ses visiteurs. Il retourne par la suite à plusieurs reprises à Abou Dabi pour poursuivre son traitement, pour la dernière fois en novembre 2021 pour soigner un cancer.
Ibrahim Boubacar Keïta meurt à Bamako le 16 janvier 2022 d'une crise cardiaque, à l'âge de 76 ans,, . Il est inhumé le 21 janvier à l'issue de funérailles nationales présidées par le Premier ministre Choguel Kokalla Maïga.